# Élections municipales de 2026 dans la Côte-d'Or
Pour un article plus général, voir Élections municipales françaises de 2026.
Les élections municipales dans la Côte-d'Or sont prévues en mars 2026. Cette page ne traite que les communes de 3 000 habitants et plus dans la Côte-d'Or.

## Résultats à l'échelle du département

### Maires sortants et maires élus
| Commune                | Population (en 2022) | Maire sortant(e)         | Parti | Parti | Maire élu(e) | Parti | Parti |
| ---------------------- | -------------------- | ------------------------ | ----- | ----- | ------------ | ----- | ----- |
| Auxonne                | 7 592                | Jacques-François Coiquil |       | DVC   |              |       |       |
| Beaune                 | 20 233               | Alain Suguenot           |       | LR    |              |       |       |
| Châtillon-sur-Seine    | 5 404                | Roland Lemaire           |       | DVD   |              |       |       |
| Chenôve                | 14 299               | Thierry Falconnet        |       | PS    |              |       |       |
| Chevigny-Saint-Sauveur | 10 895               | Guillaume Ruet           |       | LR    |              |       |       |
| Dijon                  | 159 941              | Nathalie Koenders        |       | PS    |              |       |       |
| Fontaine-lès-Dijon     | 9 032                | Patrick Chapuis          |       | LR    |              |       |       |
| Genlis                 | 5 125                | Martial Mathiron         |       | DVG   |              |       |       |
| Is-sur-Tille           | 4 308                | Thierry Darphin          |       | DVD   |              |       |       |
| Longvic                | 8 787                | Céline Tonot             |       | PS    |              |       |       |
| Marsannay-la-Côte      | 5 440                | Jean-Michel Verpillot    |       | DVG   |              |       |       |
| Montbard               | 4 751                | Laurence Porte           |       | HOR   |              |       |       |
| Neuilly-Crimolois      | 3 430                | Didier Relot             |       | SE    |              |       |       |
| Nuits-Saint-Georges    | 5 263                | Alain Cartron            |       | DVD   |              |       |       |
| Quetigny               | 8 897                | Rémi Détang              |       | PS    |              |       |       |
| Saint-Apollinaire      | 7 517                | Jean-François Dodet      |       | LR    |              |       |       |
| Semur-en-Auxois        | 4 027                | Catherine Sadon          |       | DVC   |              |       |       |
| Talant                 | 11 986               | Fabian Ruinet            |       | LR    |              |       |       |

### Résultats en nombre de maires
| Partis       | Partis           | Maires sortants | Maires élus | Évolution |
| ------------ | ---------------- | --------------- | ----------- | --------- |
|              | Divers droite    | 5               |             |           |
|              | Les Républicains | 3               |             |           |
| Total droite | Total droite     | 8               |             |           |
|              | Parti socialiste | 4               |             |           |
|              | Divers gauche    | 2               |             |           |
| Total gauche | Total gauche     | 6               |             |           |
|              | Divers centre    | 2               |             |           |
|              | Horizons         | 1               |             |           |
| Total centre | Total centre     | 3               |             |           |
|              | Sans étiquette   | 1               |             |           |
| Total        | Total            | 18              | 18          | -         |

## Résultats dans les communes de plus de 3 000 habitants

### Auxonne
- Maire sortant : Jacques-François Coiquil (DVC)
- 29 sièges à pourvoir au conseil municipal (population légale 2022 : 7 592 habitants)
- 18 sièges à pourvoir au conseil communautaire (CC Auxonne Pontailler Val de Saône)

| Tête de liste | Tête de liste | Parti(s) | Nuance | Premier tour | Premier tour | Second tour | Second tour | Sièges | Sièges |
| Tête de liste | Tête de liste | Parti(s) | Nuance | Voix         | %            | Voix        | %           | CM     | CC     |
| ------------- | ------------- | -------- | ------ | ------------ | ------------ | ----------- | ----------- | ------ | ------ |

### Beaune
- Maire sortant : Alain Suguenot (LR)
- 35 sièges à pourvoir au conseil municipal (population légale 2022 : 20 233 habitants)
- 30 sièges à pourvoir au conseil communautaire (CA Beaune Côte et Sud)

| Tête de liste | Tête de liste | Parti(s) | Nuance | Premier tour | Premier tour | Second tour | Second tour | Sièges | Sièges |
| Tête de liste | Tête de liste | Parti(s) | Nuance | Voix         | %            | Voix        | %           | CM     | CC     |
| ------------- | ------------- | -------- | ------ | ------------ | ------------ | ----------- | ----------- | ------ | ------ |

### Châtillon-sur-Seine
- Maire sortant : Roland Lemaire (DVD)
- 29 sièges à pourvoir au conseil municipal (population légale 2022 : 5 404 habitants)
- 28 sièges à pourvoir au conseil communautaire (CC du Pays Châtillonnais)

| Tête de liste | Tête de liste | Parti(s) | Nuance | Premier tour | Premier tour | Second tour | Second tour | Sièges | Sièges |
| Tête de liste | Tête de liste | Parti(s) | Nuance | Voix         | %            | Voix        | %           | CM     | CC     |
| ------------- | ------------- | -------- | ------ | ------------ | ------------ | ----------- | ----------- | ------ | ------ |

### Chenôve
- Maire sortant : Thierry Falconnet (PS)
- 33 sièges à pourvoir au conseil municipal (population légale 2022 : 14 299 habitants)
- 5 sièges à pourvoir au conseil communautaire (Dijon Métropole)

| Tête de liste | Tête de liste | Parti(s) | Nuance | Premier tour | Premier tour | Second tour | Second tour | Sièges | Sièges |
| Tête de liste | Tête de liste | Parti(s) | Nuance | Voix         | %            | Voix        | %           | CM     | CC     |
| ------------- | ------------- | -------- | ------ | ------------ | ------------ | ----------- | ----------- | ------ | ------ |

### Chevigny-Saint-Sauveur
- Maire sortant : Guillaume Ruet (LR)
- 33 sièges à pourvoir au conseil municipal (population légale 2022 : 10 895 habitants)
- 4 sièges à pourvoir au conseil communautaire (Dijon Métropole)

| Tête de liste | Tête de liste | Parti(s) | Nuance | Premier tour | Premier tour | Second tour | Second tour | Sièges | Sièges |
| Tête de liste | Tête de liste | Parti(s) | Nuance | Voix         | %            | Voix        | %           | CM     | CC     |
| ------------- | ------------- | -------- | ------ | ------------ | ------------ | ----------- | ----------- | ------ | ------ |

### Dijon
- Maire sortante : Nathalie Koenders (PS)
- 59 sièges à pourvoir au conseil municipal (population légale 2022 : 159 941 habitants)
- 43 siège à pourvoir au conseil communautaire (Dijon Métropole)

| Tête de liste            | Tête de liste      | Parti(s)  | Nuance | Premier tour | Premier tour | Second tour | Second tour | Sièges | Sièges |
| Tête de liste            | Tête de liste      | Parti(s)  | Nuance | Voix         | %            | Voix        | %           | CM     | CC     |
| ------------------------ | ------------------ | --------- | ------ | ------------ | ------------ | ----------- | ----------- | ------ | ------ |
|                          | Nathalie Koenders, | PS        |        |              |              |             |             |        |        |
|                          | À déterminer       | DA        |        |              |              |             |             |        |        |
|                          | À déterminer       | PD-LR-HOR |        |              |              |             |             |        |        |
|                          | Emmanuel Bichot    | DVD       |        |              |              |             |             |        |        |
|                          | Thierry Coudert,   | UDR-RN-IL |        |              |              |             |             |        |        |
|                          |                    |           |        |              |              |             |             |        |        |
| Exprimés                 |                    |           |        |              |              |             |             |        |        |
| Votes blancs             |                    |           |        |              |              |             |             |        |        |
| Votes nuls               |                    |           |        |              |              |             |             |        |        |
| Total                    | Total              | Total     | Total  |              | 100          |             | 100         | 59     | 43     |
| Absentions               |                    |           |        |              |              |             |             |        |        |
| Inscrits / participation |                    |           |        |              |              |             |             |        |        |

### Fontaine-lès-Dijon
- Maire sortant : Patrick Chapuis (LR)
- 29 sièges à pourvoir au conseil municipal (population légale 2022 : 9 032 habitants)
- 3 sièges à pourvoir au conseil communautaire (Dijon Métropole)

| Tête de liste | Tête de liste | Parti(s) | Nuance | Premier tour | Premier tour | Second tour | Second tour | Sièges | Sièges |
| Tête de liste | Tête de liste | Parti(s) | Nuance | Voix         | %            | Voix        | %           | CM     | CC     |
| ------------- | ------------- | -------- | ------ | ------------ | ------------ | ----------- | ----------- | ------ | ------ |

### Genlis
- Maire sortant : Martial Mathiron (DVG)
- 29 sièges à pourvoir au conseil municipal (population légale 2022 : 5 125 habitants)
- 9 sièges à pourvoir au conseil communautaire (CC de la Plaine Dijonnaise)

| Tête de liste | Tête de liste | Parti(s) | Nuance | Premier tour | Premier tour | Second tour | Second tour | Sièges | Sièges |
| Tête de liste | Tête de liste | Parti(s) | Nuance | Voix         | %            | Voix        | %           | CM     | CC     |
| ------------- | ------------- | -------- | ------ | ------------ | ------------ | ----------- | ----------- | ------ | ------ |

### Is-sur-Tille
- Maire sortant : Thierry Darphin (DVD)
- 27 sièges à pourvoir au conseil municipal (population légale 2022 : 4 308 habitants)
- 14 sièges à pourvoir au conseil communautaire (CC des Vallées de la Tille et de l'Ignon)

| Tête de liste | Tête de liste | Parti(s) | Nuance | Premier tour | Premier tour | Second tour | Second tour | Sièges | Sièges |
| Tête de liste | Tête de liste | Parti(s) | Nuance | Voix         | %            | Voix        | %           | CM     | CC     |
| ------------- | ------------- | -------- | ------ | ------------ | ------------ | ----------- | ----------- | ------ | ------ |

### Longvic
- Maire sortant : Céline Tonot (PS)
- 29 sièges à pourvoir au conseil municipal (population légale 2022 : 8 787 habitants)
- 3 sièges à pourvoir au conseil communautaire (Dijon Métropole)

| Tête de liste | Tête de liste | Parti(s) | Nuance | Premier tour | Premier tour | Second tour | Second tour | Sièges | Sièges |
| Tête de liste | Tête de liste | Parti(s) | Nuance | Voix         | %            | Voix        | %           | CM     | CC     |
| ------------- | ------------- | -------- | ------ | ------------ | ------------ | ----------- | ----------- | ------ | ------ |

### Marsannay-la-Côte
- Maire sortant : Jean-Michel Verpillot (DVG)
- 29 sièges à pourvoir au conseil municipal (population légale 2022 : 5 440 habitants)
- 2 sièges à pourvoir au conseil communautaire (Dijon Métropole)

| Tête de liste | Tête de liste | Parti(s) | Nuance | Premier tour | Premier tour | Second tour | Second tour | Sièges | Sièges |
| Tête de liste | Tête de liste | Parti(s) | Nuance | Voix         | %            | Voix        | %           | CM     | CC     |
| ------------- | ------------- | -------- | ------ | ------------ | ------------ | ----------- | ----------- | ------ | ------ |

### Montbard
- Maire sortante : Laurence Porte (HOR)
- 27 sièges à pourvoir au conseil municipal (population légale 2022 : 4 751 habitants)
- 23 sièges à pourvoir au conseil communautaire (CC du Montbardois)

| Tête de liste | Tête de liste | Parti(s) | Nuance | Premier tour | Premier tour | Second tour | Second tour | Sièges | Sièges |
| Tête de liste | Tête de liste | Parti(s) | Nuance | Voix         | %            | Voix        | %           | CM     | CC     |
| ------------- | ------------- | -------- | ------ | ------------ | ------------ | ----------- | ----------- | ------ | ------ |

### Neuilly-Crimolois
- Maire sortant : Didier Relot (SE)
- 23 sièges à pourvoir au conseil municipal (population légale 2022 : 3 430 habitants)
- 1 siège à pourvoir au conseil communautaire (Dijon Métropole)

| Tête de liste | Tête de liste | Parti(s) | Nuance | Premier tour | Premier tour | Second tour | Second tour | Sièges | Sièges |
| Tête de liste | Tête de liste | Parti(s) | Nuance | Voix         | %            | Voix        | %           | CM     | CC     |
| ------------- | ------------- | -------- | ------ | ------------ | ------------ | ----------- | ----------- | ------ | ------ |

### Nuits-Saint-Georges
- Maire sortant : Alain Cartron (DVD)
- 29 sièges à pourvoir au conseil municipal (population légale 2022 : 5 263 habitants)
- 13 sièges à pourvoir au conseil communautaire (CC de Gevrey-Chambertin et de Nuits-Saint-Georges)

| Tête de liste | Tête de liste | Parti(s) | Nuance | Premier tour | Premier tour | Second tour | Second tour | Sièges | Sièges |
| Tête de liste | Tête de liste | Parti(s) | Nuance | Voix         | %            | Voix        | %           | CM     | CC     |
| ------------- | ------------- | -------- | ------ | ------------ | ------------ | ----------- | ----------- | ------ | ------ |

### Quetigny
- Maire sortant : Rémi Détang (PS)
- 29 sièges à pourvoir au conseil municipal (population légale 2022 : 8 897 habitants)
- 4 sièges à pourvoir au conseil communautaire (Dijon Métropole)

| Tête de liste | Tête de liste | Parti(s) | Nuance | Premier tour | Premier tour | Second tour | Second tour | Sièges | Sièges |
| Tête de liste | Tête de liste | Parti(s) | Nuance | Voix         | %            | Voix        | %           | CM     | CC     |
| ------------- | ------------- | -------- | ------ | ------------ | ------------ | ----------- | ----------- | ------ | ------ |

### Saint-Apollinaire
- Maire sortant : Jean-François Dodet (LR)
- 29 sièges à pourvoir au conseil municipal (population légale 2022 : 7 517 habitants)
- 3 sièges à pourvoir au conseil communautaire (Dijon Métropole)

| Tête de liste | Tête de liste | Parti(s) | Nuance | Premier tour | Premier tour | Second tour | Second tour | Sièges | Sièges |
| Tête de liste | Tête de liste | Parti(s) | Nuance | Voix         | %            | Voix        | %           | CM     | CC     |
| ------------- | ------------- | -------- | ------ | ------------ | ------------ | ----------- | ----------- | ------ | ------ |

### Semur-en-Auxois
- Maire sortante : Catherine Sadon (DVC)
- 27 sièges à pourvoir au conseil municipal (population légale 2022 : 4 027 habitants)
- 20 sièges à pourvoir au conseil communautaire (CC des Terres d'Auxois)

| Tête de liste | Tête de liste | Parti(s) | Nuance | Premier tour | Premier tour | Second tour | Second tour | Sièges | Sièges |
| Tête de liste | Tête de liste | Parti(s) | Nuance | Voix         | %            | Voix        | %           | CM     | CC     |
| ------------- | ------------- | -------- | ------ | ------------ | ------------ | ----------- | ----------- | ------ | ------ |

### Talant
- Maire sortant : Fabian Ruinet (LR)
- 33 sièges à pourvoir au conseil municipal (population légale 2022 : 11 986 habitants)
- 5 sièges à pourvoir au conseil communautaire (Dijon Métropole)

| Tête de liste | Tête de liste | Parti(s) | Nuance | Premier tour | Premier tour | Second tour | Second tour | Sièges | Sièges |
| Tête de liste | Tête de liste | Parti(s) | Nuance | Voix         | %            | Voix        | %           | CM     | CC     |
| ------------- | ------------- | -------- | ------ | ------------ | ------------ | ----------- | ----------- | ------ | ------ |